# Perry Mason (Fernsehserie, 2020)
Perry Mason ist eine US-amerikanische historische Krimi- und Dramaserie, die auf der gleichnamigen literarischen Figur basiert, die von dem Schriftsteller Erle Stanley Gardner geschaffen wurde. Die Serie wurde entwickelt und geschrieben von Rolin Jones und Ron Fitzgerald, die Titelrolle wird von Matthew Rhys gespielt. Ihre Premiere feierte sie am 21. Juni 2020 auf dem US-Kabelsender HBO, die deutschsprachige Erstausstrahlung erfolgte ab dem 31. Juli 2020 auf dem Pay-TV-Sender Sky Atlantic.

## Handlung
Im Jahr 1932 floriert Los Angeles, während der Rest der USA noch schwer unter den Folgen der Weltwirtschaftskrise leidet. Perry Mason, der unter einem im Ersten Weltkrieg erlittenen Trauma leidet und mit seiner Scheidung zu kämpfen hat, arbeitet als Privatdetektiv und kommt mehr schlecht als recht über die Runden. Über den Anwalt E. B. Jonathan wird er für den medienwirksamen Fall einer Kindesentführung angeheuert und beginnt im Umfeld einer christlich-fundamentalistischen Sekte zu ermitteln.

## Besetzung und Synchronisation
Die Synchronisation der Serie wird bei der EuroSync GmbH in Berlin nach Dialogbüchern von Christian Gundlach unter der Dialogregie von Stefan Fredrich erstellt.
| Rolle                           | Schauspieler      | Synchronsprecher     |
| ------------------------------- | ----------------- | -------------------- |
| Perry Mason                     | Matthew Rhys      | Norman Matt          |
| Della Street                    | Juliet Rylance    | Damineh Hojat        |
| Schwester Alice McKeegan        | Tatiana Maslany   | Rubina Nath          |
| Paul Drake                      | Chris Chalk       | Sven Gerhardt        |
| Pete Strickland                 | Shea Whigham      | Matthias Deutelmoser |
| Elias Birchard „E. B.“ Jonathan | John Lithgow      | Bodo Wolf            |
| Emily Dodson                    | Gale Rankin       | Jessica Rust         |
| Matthew Dodson                  | Nate Corddry      | Tobias Nath          |
| Detective Joe Ennis             | Andrew Howard     | Robert Glatzeder     |
| Detective Gene Holcomb          | Eric Lange        | Peter Flechtner      |
| Herman Baggerly                 | Robert Patrick    | Peter Reinhardt      |
| Lupe Gibbs                      | Veronica Falcón   | Iris Artajo          |
| Birdy McKeegan                  | Lili Taylor       | Andrea Aust          |
| Clara Drake                     | Diarra Kilpatrick | Catherine Chikosi    |
| Maynard Barnes                  | Stephen Root      | Hans Bayer           |
| Hazel Prystock                  | Molly Ephraim     | Christina Wöllner    |

## Hintergrund und Produktion
Am 15. August 2016 wurde bekanntgegeben, dass der Kabelsender HBO eine Dramaserie in Auftrag gegeben hat, die auf Erle Stanley Gardners Perry Mason basieren soll. Im Gegensatz zur gleichnamigen CBS-Fernsehproduktion, die zwischen 1957 und 1966 produziert wurde, spielt Perry Mason bereits in den 1930er Jahren zur Zeit der Großen Depression. Mason selbst arbeitet dabei noch nicht als Strafverteidiger, sondern verdingt sich als Privatdetektiv.
Das Drehbuch der Serie sollte zunächst Nic Pizzolatto schreiben, Robert Downey Jr. sollte sowohl die Rolle des Perry Mason verkörpern als auch, zusammen mit Pizzolatto, ausführender Produzent sein. Pizzolatto verließ die Produktion jedoch, um sich auf die dritte Staffel von True Detective zu konzentrieren. An seine Stelle als Drehbuchautor traten Rolin Jones und Ron Fitzgerald, die beide neben Susan Downey, Amanda Burrell, Joe Horacek und Tim Van Patten auch als ausführende Produzenten fungieren. Van Patten führt zusätzlich Regie.
Am 25. Juli 2018 wurde berichtet, dass Downey nicht die Titelrolle übernehmen wird, da dieser bereits stark in andere Projekte eingespannt sei. Stattdessen wurde Matthew Rhys als Perry Mason gecastet, der auch an der Produktion beteiligt ist.
Ursprünglich eigentlich als Miniserie geplant, verlängerte HBO am 22. Juli 2020 die Serie um eine zweite Staffel. Diese soll ab dem 6. März 2023 ausgestrahlt werden.

## Episodenliste

### Staffel 1
| Nr. (ges.) | Nr. (St.) | Deutscher Titel | Originaltitel | Erstausstrahlung USA | Deutschsprachige Erstveröffentlichung (D) | Regie               | Drehbuch                                      |
| ---------- | --------- | --------------- | ------------- | -------------------- | ----------------------------------------- | ------------------- | --------------------------------------------- |
| 1          | 1         | Kapitel 1       | Chapter One   | 21. Juni 2020        | 31. Juli 2020                             | Tim Van Patten      | Rolin Jones & Ron Fitzgerald                  |
| 2          | 2         | Kapitel 2       | Chapter Two   | 28. Juni 2020        | 31. Juli 2020                             | Tim Van Patten      | Rolin Jones & Ron Fitzgerald                  |
| 3          | 3         | Kapitel 3       | Chapter Three | 5. Juli 2020         | 7. Aug. 2020                              | Tim Van Patten      | Rolin Jones & Ron Fitzgerald                  |
| 4          | 4         | Kapitel 4       | Chapter Four  | 12. Juli 2020        | 7. Aug. 2020                              | Deniz Gamze Ergüven | Steven Hanna & Sarah Kelly Kaplan             |
| 5          | 5         | Kapitel 5       | Chapter Five  | 19. Juli 2020        | 14. Aug. 2020                             | Deniz Gamze Ergüven | Eleanor Burgess                               |
| 6          | 6         | Kapitel 6       | Chapter Six   | 26. Juli 2020        | 14. Aug. 2020                             | Deniz Gamze Ergüven | Kevin J. Hynes                                |
| 7          | 7         | Kapitel 7       | Chapter Seven | 2. Aug. 2020         | 21. Aug. 2020                             | Tim Van Patten      | Howard Korder                                 |
| 8          | 8         | Kapitel 8       | Chapter Eight | 9. Aug. 2020         | 21. Aug. 2020                             | Tim Van Patten      | Rolin Jones & Ron Fitzgerald & Kevin J. Hynes |

### Staffel 2
| Nr. (ges.) | Nr. (St.) | Deutscher Titel | Originaltitel    | Erstausstrahlung USA | Deutschsprachige Erstveröffentlichung (D) | Regie              | Drehbuch                      |
| ---------- | --------- | --------------- | ---------------- | -------------------- | ----------------------------------------- | ------------------ | ----------------------------- |
| 9          | 1         | Kapitel 9       | Chapter Nine     | 6. März 2023         | 8. Mai 2023                               | Fernando Coimbra   | Jack Amiel & Michael Begler   |
| 10         | 2         | Kapitel 10      | Chapter Ten      | 13. März 2023        | 8. Mai 2023                               | Fernando Coimbra   | Jack Amiel & Michael Begler   |
| 11         | 3         | Kapitel 11      | Chapter Eleven   | 20. März 2023        | 15. Mai 2023                              | Jessica Lowrey     | Jack Amiel & Michael Begler   |
| 12         | 4         | Kapitel 12      | Chapter Twelve   | 27. März 2023        | 15. Mai 2023                              | Jessica Lowrey     | Jack Amiel & Michael Begler   |
| 13         | 5         | Kapitel 13      | Chapter Thirteen | 3. Apr. 2023         | 22. Mai 2023                              | Marialy Rivas      | Niko Gutierrez-Kovner         |
| 14         | 6         | Kapitel 14      | Chapter Fourteen | 10. Apr. 2023        | 22. Mai 2023                              | Nina Lopez-Corrado | Elizabeth Baxa                |
| 15         | 7         | Kapitel 15      | Chapter Fifteen  | 17. Apr. 2023        | 29. Mai 2023                              | Nina Lopez-Corrado | Mauricio Katz & Pedro Peirano |
| 16         | 8         | Kapitel 16      | Chapter Sixteen  | 24. Apr. 2023        | 29. Mai 2023                              | Marialy Rivas      | Michael Begler                |

## Rezeption

### Kritiken
Perry Mason erhielt überwiegend positive Kritiken. So konnte die Serie bei Rotten Tomatoes 76 Prozent der Kritiker überzeugen und erhielt dabei eine durchschnittliche Bewertung von 7,4 der möglichen 10 Punkte.
Matthias Halbig bei RedaktionsNetzwerk Deutschland beschreibt Perry Mason als eine nicht allzu originelle, aber spannende Serie, die bis ins kleinste Detail „verblüffend authentisch“ ist und den Geist der Zeit einfange. Auch äußert er sich positiv über den stimmigen Einsatz der Jazzstücke von Terence Blanchard. Nach Sichtung der Pilotepisode beanstandet Bjarne Bock auf Serienjunkies.de, dass durch „zu viele Handlungsstränge, zu viele Mysterien und viel zu viele Figuren“ die Serie regelrecht überladen wirke. Dadurch leide u. a. die düstere und einnehmende Atmosphäre, die der Regisseur Tim Van Patten so gekonnt erschaffe. Van Patten vollbringe es, „die 30er Jahre pulsierend zum Leben zu erwecken“. Gian-Philip Andreas schreibt auf Fernsehserien.de, dass der Kriminalfall selbst, verglichen mit den Fällen anderer HBO-Produktionen, eher unscheinbar daherkommt. Er lobt hingegen die Arbeit Van Pattens, der „finstere, fast somnambule Nachtszenen mit gleißend hellen Sommerszenen aus einem verdächtig idyllischen Retro-Kalifornien mischt und dabei reale Schauplätze einflicht“. Ebenfalls begeistere die Besetzung – allen voran Matthew Rhys in der Hauptrolle: Man nehme ihm „den abgerockten Säufer“ genauso ab „wie den coolen Dealmaker und findigen Schnüffler“.

### Nominierungen
Primetime-Emmy-Verleihung 2021
- Nominierung in der Kategorie Bester Hauptdarsteller – Dramaserie für Matthew Rhys
- Nominierung in der Kategorie Bester Nebendarsteller – Dramaserie für John Lithgow

Golden Globe Awards 2021
- Nominierung in der Kategorie Bester Serien-Hauptdarsteller – Drama für Matthew Rhys

Critics’ Choice Television Awards 2021
- Nominierung in der Kategorie Beste Dramaserie
- Nominierung in der Kategorie Bester Hauptdarsteller in einer Dramaserie für Matthew Rhys
- Nominierung in der Kategorie Bester Nebendarsteller in einer Dramaserie für John Lithgow

Satellite Awards 2020
- Nominierung in der Kategorie Bester Darsteller in einer Serie (Drama/Genre) für Matthew Rhys